# Władysława Wasilewska
Władysława Wasilewska (ur. 25 czerwca 1922 w Trąbkach, zm. 12 lutego 2004 w Warszawie) – bibliotekarka, redaktorka i literaturoznawczyni.

## Życiorys
Urodziła się 25 czerwca 1922 w Trąbkach pod Krakowem, jako córka Wojciecha Dudy i Marii z d. Łanoszka. Mieszkała w Krakowie. Po II wojnie światowej zapisała się na polonistykę na Uniwersytecie Jagiellońskim. W 1948 wyszła za mąż za Zbigniewa Wasilewskiego, współzałożyciela dziennika „Życie Warszawy”, i przeprowadziła się do Warszawy, gdzie na Uniwersytecie Warszawskim ukończyła polonistykę w 1952. Była współorganizatorką i wieloletnią kierowniczką biblioteki w II Liceum Ogólnokształcącym im. Stefana Batorego w Warszawie (1959–1980), gdzie pracowała do roku 1982 (z krótką przerwą w latach 1971–1972, kiedy to piastowała urząd wizytatora w Ministerstwie Oświaty).
Działała w środowisku bibliotekarskim, a zwłaszcza w Stowarzyszeniu Bibliotekarzy Polskich, była m.in.: członkiem Zarządu Głównego (1970–1973), przewodniczącą Sekcji Bibliotek Szkolnych i Pedagogicznych ZG (1972–1976), członkiem Prezydium ZG (1973–1976), sekretarzem generalnym ZG SBP (1981–1985), przewodniczącą Głównego Sądu Koleżeńskiego (1986–1993), sekretarzem Głównej Komisji Rewizyjnej (2001–2004). W 1989 nadano Władysławie Wasilewskiej godność członka honorowego SBP.
W latach 1976–1998 była redaktorem naczelnym miesięcznika „Poradnik Bibliotekarza”. W 1977 otrzymała państwową Nagrodę im. Heleny Radlińskiej III stopnia.
Autorka i redaktorka prac z zakresu wiedzy o książce i bibliotekoznawstwa: m.in. Wiedza o książce, Listy Henryka Bukowskiego do Stefana Żeromskiego oraz wydania krytyczne kilku tomów Pism zebranych Żeromskiego.
Została pochowana na cmentarzu Wojskowym na Powązkach (kwatera D-7-7).

## Odznaczenia
- Krzyż Oficerski Orderu Odrodzenia Polski,
- Krzyż Kawalerski Orderu Odrodzenia Polski,
- Złoty Krzyż Zasługi,
- Srebrny Krzyż Zasługi (11 sierpnia 2000)[3],
- Medal Komisji Edukacji Narodowej,
- Odznaka 1000-lecia Państwa Polskiego,
- Odznaka „Zasłużony Działacz Kultury”,
- Honorowa Odznaka Stowarzyszenia Bibliotekarzy Polskich.

## Upamiętnienie
Uchwałą Rady Pedagogicznej z 29 sierpnia 2008 biblioteka szkolna II LO im. Stefana Batorego otrzymała imię Władysławy Wasilewskiej.